# قلب خاموش
قلب خاموش (دانمارکی: Stille hjerte) فیلم درام دانمارکی محصول ۲۰۱۴ به کارگردانی بیله آگوست و با بازی گیتا نوربی، مورتن گرونولد، پاپریکا استین، و ینس آلبینوس است. این فیلم نامزد جایزه سینمایی شورای نوردیک در سال ۲۰۱۵ شد.